# چک سینه‌گلی
چک سینه‌گلی (نام علمی: Granatellus pelzelni) گونه‌ای از پرندگان خانواده کاردینالان، (کاردینال‌ها یا نوک‌بزرگ‌های کاردینال) است که در بولیوی، برزیل، کلمبیا، گویان فرانسه، گویان، سورینام و ونزوئلا یافت می‌شود.

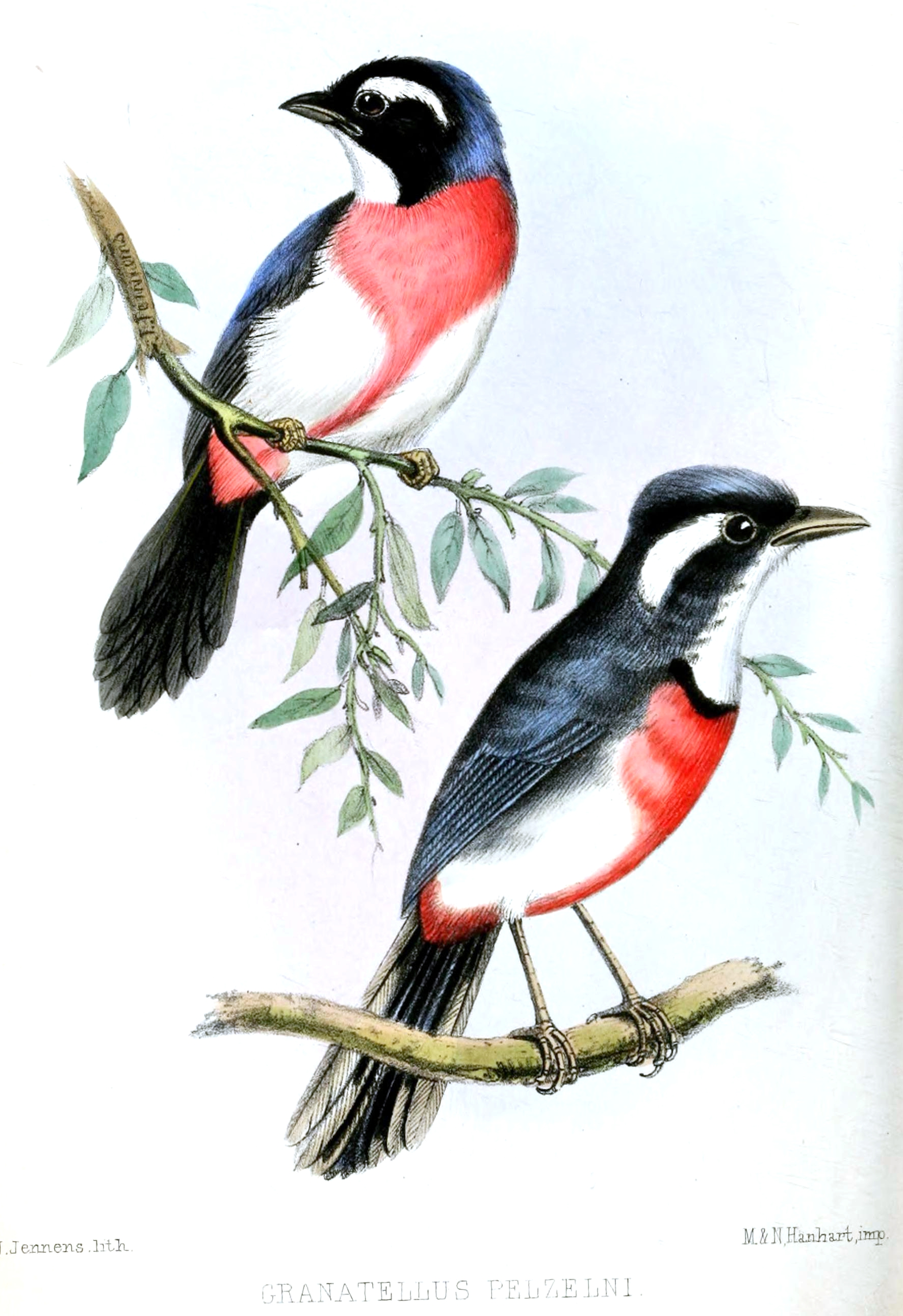